# Edwin Hurter
Edwin Hurter (n. 1931 ) es un botánico alemán, especializado en algas.
- La abreviatura «Hurter» se emplea para indicar a Edwin Hurter como autoridad en la descripción y clasificación científica de los vegetales.[1]